# Всесоюзне хімічне товариство імені Дмитра Менделєєва
Всесою́зне хімі́чне товари́ство і́мені Дмитра́ Менделє́єва (ВХТ) — наукове товариство, що діяло в СРСР і перебувало у віданні Всесоюзної ради науково-технічних товариств при Всесоюзній центральній раді професійних спілок (ВЦРПС). Названо іменем російського хіміка Дмитра Івановича Менделєєва.
ВХТ організовано 1932 року згідно з постановою 6-го Менделєєвського з'їзду із загальної та прикладної хімії як добровільне об'єднання хіміків. ВХТ — наступник Російського хімічного товариства (РХТ), заснованого 1868 року при Петербурзькому університеті (перший президент — Микола Миколайович Зінін) та 1878 року перетвореного на Російське фізико-хімічне товариство (РФХТ).
ВХТ спільно з Академією наук СРСР та іншими організаціями проводило Менделєєвські з'їзди із загальної та прикладної хімії, організовувало конкурси наукових і виробничо-технічних робіт своїх членів. Від 1965 року Президія ВХТ спільно з Президією АН СРСР прсуджувала переможцям конкурсу Золоту медаль імені Дмитра Менделєєва.
1986 року ВХТ мало близько 520 тисяч членів.
Друкованими органами ВХТ були «Журнал Всесоюзного химического общества им. Д. И. Менделеева» (6 номерів щороку), а також журнал «Каучук и резина» (12 номерів щороку), який видавався спільно з Міністерством нафтохімічної та нафтопереробної промисловості СРСР.